# 半径

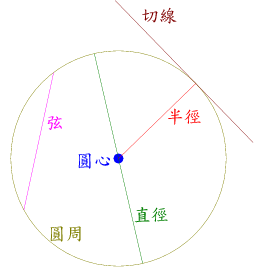
一个圆

在一个圆中，从圆心到圆周上任何一点所连成的线段称为这个圆的半径，同时，这个线段的长度（也就是圆心到圆上任意一个点的距离）也被称为半径；在数学裡常以{\displaystyle r}来表示作为长度的半径。

## 性质
在一个给定的圆里，作圆心到圆周上一个点的半径，并作这个过这个点的关于圆的切线，那么半径与这条切线垂直。一个圆的半径（长度）等于该圆直径的二分之一。在圆里，面积与半径的平方的比值为{\displaystyle \pi }，即圆周率。

### 球的半径
在三维欧几里得空间中，也可以定义球的半径。一个球的半径即是任一过该球球心的圆的半径，或者是球心到球面上任意的一点的线段（长度）。